# Surianaceae
Surianaceae es una familia de plantas de fanerógamas con 5 géneros que pertenece al orden Fabales. Natural de los trópicos de América atlántica, África y Asia.

## Características
Son árboles o arbustos xerófitos con hojas pequeñas o medianas, alternas, coriáceas, pecioladas o sésiles, simples, enteras, lineales o lanceoladas u oblongas y con los márgenes enteros. Son hermafroditas con las inflorescencias en racimos o cimas. El fruto es una drupa.

## Taxonomía
La familia fue descrita por George Arnott Walker Arnott y publicado en  Prodromus Florae Peninsulae Indiae Orientalis 360. 1834.

## Géneros
- Cadellia
- Guilfoylia
- Recchia
- Stylobasium
- Suriana